# Якшино (Волоколамский район)
Якшино — деревня в Волоколамском районе Московской области России, входит в состав сельского поселения Спасское. Население — 4 чел. (2010).

## География
Деревня Якшино расположена на западе Московской области, в южной части Волоколамского района, примерно в 13 км к югу от города Волоколамска. К деревни приписано два садоводческих некоммерческих товарищества. Ближайшие населённые пункты — деревни Сляднево, Судниково и Карабузино.

## Население
| 1859 | 1890 | 1899 | 1926 | 2002 | 2006 | 2010 |
| ---- | ---- | ---- | ---- | ---- | ---- | ---- |
| 264  | ↘167 | ↘127 | ↗227 | ↘18  | ↘14  | ↘4   |

## История
В «Списке населённых мест» 1862 года — владельческая деревня 1-го стана Рузского уезда Московской губернии по правую сторону дороги из города Рузы в город Волоколамск, в 25 верстах от уездного города, при колодцах, с 52 дворами и 264 жителями (128 мужчин, 136 женщин).
По данным на 1890 год — деревня Судниковской волости Рузского уезда с 167 душами населения.
В начале XX века по проекту 1907 года в деревне был построен кирпичный Михаилоархангельский молитвенный дом старообрядцев-беспоповцев федосеевской старопоморской общины и представлял собой небольшое одноглавое здание со звонницей. Во второй половине 1930-х годов был закрыт, а в 1940-х использовался как молокозавод.
В 1913 году — 42 двора.
По материалам Всесоюзной переписи населения 1926 года — деревня Слядневского сельсовета Судниковской волости Волоколамского уезда в 11 км от Осташёвского шоссе и 14 км от станции Волоколамск Балтийской железной дороги. Проживало 227 жителей (88 мужчин, 139 женщин), насчитывалось 52 хозяйства, среди которых 51 крестьянское.
С 1929 года — населённый пункт в составе Волоколамского района Московского округа Московской области. Постановлением ЦИК и СНК от 23 июля 1930 года округа как административно-территориальные единицы были ликвидированы.
1929—1939, 1957—1963, 1965—1994 гг. — деревня Судниковского сельсовета Волоколамского района.
1939—1957 гг. — деревня Судниковского сельсовета Осташёвского района.
1963—1965 гг. — деревня Спасского сельсовета Волоколамского укрупнённого сельского района.
1994—2006 гг. — деревня Судниковского сельского округа Волоколамского района.
С 2006 года — деревня сельского поселения Спасское Волоколамского муниципального района Московской области.